# حزب ميرتس
ميرتس بالعبرية מרצ حزب يساري إسرائيلي يهودي- عربي، اجتماعي ديمقراطية.
أقيمت حركة «ميرتس» في عام 1992 من خلال الدمج بين أحزاب راتس ومبام وجزء من شينوي «التغير» برئاسة أمنون روبنشتاين. مع مرور السنوات انضمت حركة «شاحار» (حركة يوسي بيلين) و«الحركة الجديدة»، التي أقيمت قبيل الانتخابات للكنيست الثامنة عشرة. بلغ الحزب أوجه في الكنيست الثالثة عشرة، عندما حصد 12 مقعدًا. أما في الكنيست الثامنة عشرة فقد حصل الحزب على 3 مقاعد فقط.
تترأس الحزب في الوقت الحالي السيدة زهافا غالئون، ويعرف الحزب نفسه على أنه حزب يساري صهيوني يهودي عربي اجتماعي ديموقراطي سلمي، ويسعى للسلام من خلال تسوية تعتمد على العودة إلى حدود الخط الأخضر، وتعزيز المساواة الاجتماعية والاقتصادية من خلال دعم الطبقات الضعيفة. يعارض الحزب الإكراه الديني، ويسعى كحزب أخضر لانتهاج سياسة صديقة للبيئة.
للحزب عضوية في الاشتراكية الدولية، ويحظى بصفة مراقب في حزب الاشتراكيين الأوربيين الذي يعمل في مؤسسات الاتحاد الأوروبي مع حزب العمل الموجود أيضًا في نفس المكانة في هذه المنظمات. إضافة لذلك، يتمتع الحزب بعضوية في المنظمة الصهيونية العالمية وله قائمة في نقابة العمال العامة الجديدة.

## مواقف الحزب
على مستوى العملية السلمية، يدعم حزب «ميرتس» الحوار مع الفلسطينيين ويؤيد توقيع اتفاقية سلام يتم الاتفاق من خلالها انسحاب إسرائيل من معظم مناطق الضفة الغربية وقطاع غزة وترسيم الحدود على أساس الخط الأخضر، مع تصحيحات تعتمد على تبادل مناطق، وإخلاء المستوطنات وتقسيم القدس لعاصمتين لدولتين. يدعم الحزب اتفاق سلام مع سوريا تقوم إسرائيل من خلاله بالانسحاب من هضبة الجولان.
على المستوى الاقتصادي، تعرف «ميرتس» نفسها على أنها حزب اجتماعي ديموقراطي، وتدعم توسيع دولة الرفاه الاجتماعي، والحفاظ على المساواة في الفرص والتعليم. يتم التشديد أيضا على زيادة التوعية والحفاظ على حقوق الإنسان، والمساواة بين الجنسين، ودعم حقوق الأقليات وعرب إسرائيل والاعتراف بها، ودعم المجتمع المثلي من الذكور والإناث، والزواج المدني، والفصل بين الدين والدولة. ويشدد الحزب على الحفاظ على جودة البيئة، ويقف ضد إدانة وحبس أشخاص على خلفية استعمال مخدرات خفيفة.

## تاريخه ونشأته
أقيمت حركة «ميرتس» في 9 آذار من العام 1992 كقائمة مشتركة للكنيست عن أحزاب اليسار الصهيوني: «راتس» برئاسة شولاميت ألوني، و «مبام» برئاسة يائير تسابان، و «شينوي» (التغيير) برئاسة أمنون روبنشتاين، تحت قيادة شولاميت ألوني. خلق إنشاء القائمة المشتركة انشقاقًا في صفوف حزب «شينوي» (التغيير) وترك قسم من الناشطين في الحركة. وفي وقت لاحق (في عام 1997) قررت الأحزاب الاندماج في حزب واحد، ونتيجة لذلك طرأ انشقاق آخر في حزب «شينوي» (التغيير)، حيث انشق عضو الكنيست أمنون روبنشتاين واتحد مع غالبية الناشطين في حزب «شينوي» (التغيير)، بينما أقام عضو الكنيست أبراهام بوراز وقسم من الناشطين الآخرين حزبًا مستقلًا حافظ على اسم «شينوي» (التغيير).
في أول انتخابات التي شارك فيها الحزب في 23 حزيران 1992 منذ تأسيسه، فازت «ميرتس» (واسمها الكامل ميرتس إسرائيل الديمقراطية) بنجاح كبير، حيث حصدت 12 مقعدًا وكانت تشكل تركيبة مهمة في حكومة يتسحاك رابين. وقد انضم الحزب للائتلاف الحكومي الذي كان يتزعمه يتحساك رابين ودعمت سياسية السلام التي قادها. مع ذلك، خيب الحزب آمال الكثيرين عندما تنازل في مواضيع حقوق الإنسان والدين تجاه حركة «شاس» - شريكته في الحكومة. عندما طالبت «شاس» باستقالة شولاميت ألوني من منصب وزيرة التربية والتعليم، وافق حزب «ميرتس» على ذلك، خشية سقوط الحكومة.

## فترة سريد
انتخب يوسي سريد في العام 1996 بدلًا من شولاميت ألوني لقيادة الحزب، الذي كان قد فقد 3 مقاعد في تلك الانتخابات. وخلال هذه الكنيست توحدت الأحزاب الثلاثة التي شكلت حزب «ميرتس»، لكن هذا أدي إلى انشقاق في صفوف حزب «شينوي» (التغيير). حدث خلاف آخر في الحركة على خلفية تورط دافيد تسوكير في قضايا ذات أبعاد جنائية (تلقي أجر من مدرس السينما «كامرا أوبسكورا» عندما كان مسئولًا عن تخصيص الميزانية لهذه المدرسة). وقد بقي تسوكر عضوا في الكنيست ممثلًا عن قائمة «ياحد» رغم طرده من الحركة. في عام 1999 عادت ميرتس لتزداد قوة بمقعد واحد ودخلت الائتلاف مع إيهود باراك. في إطار هذا الائتلاف شغل يوسي سريد منصب وزير التربية والتعليم في الحكومة وران كوهن وزيرًا للصناعة والتجارة وحاييم أورون وزيرًا للزراعة. انسحبت «ميرتس» من الائتلاف بعد سنة على خلفية خلاف نشب بين وزير المعارف يوسي سريد ونائبه مشولام نهاري من حركة «شاس». لكن إيهود باراك فضل موقف «شاس» مفترضًا بأن أصوات أعضاء الكنيست من قبل «ميرتس» مضمونة في جيبه بكل الأحوال.

## انتخابات 2003
في انتخابات الكنيست السادسة عشرة (2003) تنافست «ميرتس» في قائمة مشتركة مع حركة «شاحار» برئاسة يوسي بيلين (الذي انضم إلى القائمة الجديدة مع يعيل ديان بعد فشله في الحصول على مكان واقعي في الانتخابات التمهيدية في حزب العمل)، والاختيار الديموقراطي برئاسة رومن برونفمن، الذي ترك حزب إسرائيل بعليا. على الرغم من الخوض المشترك للانتخابات، لم ينجح الحزب بالهروب من الضربة التي تلقتها أحزاب اليسار في انتخابات الكنيست السادسة عشرة، حيث حصل حزب العمل على 19 مقعد مقابل 26 لحزب «إسرائيل واحدة» في الكنيست الخامسة عشرة، بينما حصلت قائمة «ميرتس»- الاختيار الديمقراطي «شاحار» على 6 مقاعد مقابل 10 لحزب«ميرتس» وحدها في الانتخابات السابقة.
يمكن تفسير ضعف الحزب بتغير رأي الجمهور في إسرائيل نحو اليمين في أعقاب انتفاضة الأقصى، التي انعكست على عدة أمور من بينها انعدام الثقة في مبادئ أوسلو التي كان الحزب يؤيدها، وكذلك زيادة دعم استعمال الأساليب العسكرية الحادة للحد من موجات الإرهاب (مثل حملة السور الواقي)، التي عارضتها «ميرتس» كالمعتاد، وكذلك زيادة قوة حزب «شينوي» (التغيير) الذي كان يتبنى مواقف ليبرالية مشابهة لمواقف «ميرتس» بالنسبة للأمور الدينية والدولة وحقوق المواطن، لكن من دون الوصمة اليسارية الواضحة في أمور السياسة والأمن والاقتصاد، كل ذلك كان له تأثير سلبي على حزب«ميرتس» في تلك الانتخابات.
وقد أعلن يوسي سريد في أعقاب ذلك عن استقالته من رئاسة الحزب، مع أنه بقي عضوًا في الكنيست ممثلًا عن الحزب.

## إقامة «ياحد»
في أعقاب انتخابات 2003، تقرر إقامة كتلة يسار جديدة باسم «ياحد» التي ركزت على كل حركات اليسار في البلاد، في محاولة لإحياء معسكر اليسار الذي تضاءلت شعبيته في أعقاب المقاومة الفلسطينية وانتفاضة الأقصى. في الواقع، فشلت «ياحد» في تحقيق هذا الهدف. «ميرتس» و «شاحار» هما الحزبان الوحيدان اللذان وافقا على هذا الاندماج تحت قيادة يوسي بيلين. أما أعضاء حزب العمل، وحتى المعتدلين منهم أمثال عمرام متسناع، وأبراهام بورغ ويولي تامير، رفضوا الانضمام إلى «ياحاد». أما رومن برونفمن، الممثل الوحيد لحزب «الاختيار الديموقراطي»، فقد اختار أيضًا عدم الانضمام للحزب الجديد، مع أنه بقي عضو كنيست في القائمة المشتركة.
اٌطلق على الحزب الجديد اسم «ياحاد» (مختصر بالعبرية يعني إسرائيل اجتماعية ديمقراطية)، أما الاسم الأصلي فكان «ياعاد» (إسرائيل عاملة ديمقراطية) لكنه تغير إلى «ياحاد» لأن كلمة «ياعاد» تذكر الناخبين بكلمة روسية تعني «السُّم».
شارك في الانتخابات على رئاسة الحزب فقط 22000 شخص، وهو نصف العدد الذي تجند في انتخابات عام 1999، وكان التنافس في هذه الانتخابات بين ران كوهين ويوسي بيلين وفي نهاية المطاف فاز يوسي بيلين بهذه الانتخابات.
في تموز 2004 تم اختيار لجنة «ياحاد» التي شملت 100 عضو، ومن بينهم اختير 60 عضوًا في الإدارة. هذا على العكس من تشكيلة حزب «ميرتس»، الذي شمل لجنة عليا ومجلس إداري كجهة وسيطة. تم وقف طريقة حجز مقاعد لأوساط من الأقليات، عدا عن ضمان تمثيل النساء ذوي الأقدمية والشباب والشبيبة. في أيلول من ذلك العام أجريت انتخابات للحزب وتوضح مسارها المتجدد بالرغم من خيبة الأمل والفشل الذي مني به الحزب اليساري الكبير.
بدأت حركة «ياحاد» بسياسة جديدة من خلال توطيد العلاقات مع الأعضاء، خاصة من خلال النشاط في شبكة الانترنيت. على الرغم من ذلك، لم تنجح هذه الحركة بشكل بارز على مستوى وسائل الإعلام والاعتراف من قبل الجمهور، وسرعان ما تدهورت سمعتها. في أعقاب استطلاع للرأي أجراه الحزب وتبين فيه أن معظم الجمهور لا يعرف حزب «ياحاد» ويستمر بالتمسك باسم ««ميرتس»» ظهر في الحركة نزاع داخلي لإرجاع الاسم القديم. عارض بيلين ذلك وفسر النزاع على الاسم على أنه اختبار لقدرته القيادية. في النهاية، في عام 2005 تم التوصل إلى حل وسط يقضي بتغيير اسم الحزب إلى «ميرتس»-ياحاد. على الرغم من أن الحزب سمي بشكل رسمي بهذا الاسم، فقد كان شعاره في انتخابات 2006 تحت اسم «ميرتس».

## انتخابات 2006
في تشرين الثاني 2005، ومع انتخاب عمير بيرتس رئيسًا لحزب العمل وانسحاب الحزب من الحكومة، تقرر تقديم الانتخابات للكنيست السابعة عشرة ليتم إجراؤها يوم 28 آذار 2006. قدم بيرتس برنامجًا يساريًا-اشتراكيًا، مع التشديد على المجال الاجتماعي-الاقتصادي، وكان هناك خشية في «ميرتس» بأن المصوتين سوف ينتقلون إلى حزب العمل. حتى أن يوسي سريد الذي هاجم حركة «ميرتس» من خلال الصحف منذ انسحابه من الحركة، اقترح قائلًا في مقال له في صحيفة «هآرتس» بأن يتوحد الحزب مع بيرتس. أعلن رومان برونفمان الذي ضمن له المكان الخامس في القائمة عن انسحابه من الحزب والتنافس في إطار مستقل مع حزب «الاختيار الديموقراطي». عندما تبين في استطلاعات الرأي بأن حزبه بعيد عن نسبة الحسم، قرر عدم التنافس كي لا يبدد أموال الجمهور بلا جدوى.
يتم اختيار القائمة للكنيست في «ميرتس» من خلال مرحلتين: مرحلة جماعية ومرحلة تدريجية. في المرحلة الجماعية يتم اختيار 20 مرشحًا يتم تصنيفهم بعد ذلك من قبل كل المرشحين الذي اقترحوا أنفسهم. وفي المرحلة التدريجية يتم تصنيف المرشحين العشرين الذين حلوا أولًا. ثم يتم توزيع الأعضاء المئة المتبقين حسب أماكن مختلفة تكون «مضمونة وتحظى باحترام» (مثل شولاميت ألوني في المكان 120).
قبيل تركيب القائمة للكنيست السابعة عشرة، تقدمت «ميرتس» باقتراح قانون ينص على أن أي عضو ينتمي لحركة «ميرتس» منذ أكثر من 8 سنوات ويرغب في الترشح لفترة أخرى يجب أن يحصل على 60% من الأصوات في اللجنة. لكن هذا القانون اعتبر محاولة للمس بأعضاء «ميرتس» القدامى، مثل يوسي سريد وحاييم أورون وران كوهين، وتقديم المخلصين للسيد بيلين على حسابهم. بعد أن تمت المصادقة على القانون، ولم يكن هناك أي سبيل لإلغائه حسب دستور الحزب. في «ميرتس»، حاول هؤلاء تجنب هذا الإرباك من خلال «اللعب» بطريقة الانتخابات الداخلية، حيث كانت انتخابات المرشحين ذوي الأقدمية قبل ساعتين من انتخابات المجموعة في ساعات الظهيرة المبكرة، وكان هناك إمكانية للتصويت لكل مرشح ذي أقدمية بـ «لا» أو «نعم». وبما أن الانتخابات كانت في أوقات مختلفة، كان من الواضح أن المؤيدين لأولائك المرشحين فقط سوف يأتون للتصويت ولذلك يضمن لهم اجتياز المرحلة الجماعية التي تتطلب حسمًا بنسبة 60 % حسب القانون الذي تم إقراره داخل الحزب.
في 2 كانون أول قرر يوسي سريد - بعد 32 سنة في السياسة - أن ينسحب من الحياة السياسية وعدم التنافس في انتخابات 2006. بدأ بكتابة زاوية شخصية سياسية في صحيفة «هآرتس» حيث كان يتطرق في هذه الزاوية إلى الأحزاب المختلفة وانتقادها، بما فيها حزبه الذي كان ينتمي إليه.
في 16 كانون الثاني 2006 جرت الانتخابات التمهيدية وتم اختيار قائمة «ميرتس» للكنيست، التي شملت في نهاية المطاف كافة أعضاء الكنيست ذوي الأقدمية باستثناء يوسي سريد.
في 28 آذار 2008، في نهاية الانتخابات للكنيست السابعة عشرة، تبين أن الحزب فاز بخمسة مقاعد فقط. وبعد الانتخابات وجهت الانتقادات إلى يوسي بيلين، خاصة في المرحلة التي سبقت إعلان النتائج النهائية، حيث بدا أن الحزب قد حظي بأربعة مقاعد فقط. وبعد عد أصوات الجنود تبين أن «ميرتس» فازت بخمسة مقاعد.

## انتخابات 2009
في آذار 2009 جرت انتخابات داخلية بمشاركة المنتسبين للحزب على رئاسة الحزب. وفي مرحلة مبكرة، أعلن كل من يوسي بيلين وزهافا غالئون وران كوهين عن نيتهم التنافس على زعامة الحزب في هذه الانتخابات. وبعد أن انضم حاييم أورون في كانون الأول 2007 للمنافسة، انسحب بيلين من السباق وأعلن عن دعمه لأورون. في تاريخ 18 آذار 2008 تم انتخاب حاييم أورون لرئاسة الحزب بعد أن تغلب على منافسيه ران كوهن وزهافا غالئون.
في تقرير داخلي حول أداء الحزب في الكنيست، تعرض الحزب للانتقادات بسبب ما قيل حول عدم نشاط القائمة التابعة له في الكنيست في سن القوانين وصعوبة بلورة مواقف سياسية موحدة. كذلك، تعرض الحزب لانتقادات فيما يخص الوضع المالي الصعب الذي يعاني منه، والذي أدى في نهاية المطاف إلى إغلاق معظم فروع الحزب وتعطيل نشاط حركات الشبيبة الحزبية وسائر منظمات الحزب .
بعد انتخابه لرئاسة الحزب، عمل أورون على توسيع قاعدة الحزب من خلال إقامة حركة جديدة تنضم إلى ميرتس، وانضم للحزب عموس عوز وغيلا ألمغور وعوزي برعام وشخصيات أخرى، منهم من لا يتمتع بنشاط سياسي في الماضي، وقد أعلن هؤلاء انضمامهم للنشاط السياسي في حركة سميت «الحركة الجديدة». وحددت القائمة من خلال لجنة تنفيذية، وترأس اللجنة رجل القضاء البروفيسور مردخاي كريمنتسر إلى جانب البروفيسور أفنر شليط من قسم العلوم السياسية، والصحافية نيفا لنير عضو الكنيست سابقًا، وغدليا غال وكاتبة السيناريو شارون كنتور.
في 14 كانون الأول 2008 انتخب نحو 1000 من أعضاء «ميرتس» القائمة المرشحة للكنيست الثامنة عشرة. وبموازاة ذلك، بعد أسبوع، وتحديدًا في تاريخ 22 كانون الأول 2008، صادق مؤتمر حزب «ميرتس» بأغلبية الأصوات على الشراكة مع «الحركة الجديدة» التي وُضع ممثلها نيتسان هوروفيتس في المرتبة الثالثة في القائمة المشتركة للكنيست. وضمت الحركة الجديدة ممثلين آخرين من بينهم تليا سسون (المرتبة السابعة في القائمة المشتركة)، والمحامي تسلي رشف (المرتبة التاسعة) والمخرجة السينمائية ابتسام مراعنة (المرتبة الثانية عشرة، لكنها انسحبت في أعقاب دعم «ميرتس» لحملة الرصاص المصبوب). بعد الفشل في الانتخابات سمعت انتقادات في حزب «ميرتس» بسبب هذا الاتحاد، حيث دار الحديث عن خطوة مصطنعة لم تكن أكثر من مجرد وهم إعلامي.
شعار الانتخابات الذي حمله حزب «ميرتس» كان يقول «لا نتنازل». وقبل يومين من حملة الرصاص المصبوب أعلن أورون عن دعم الحزب للعملية العسكرية. ومع ذلك، بدأ حزب «ميرتس» مباشرة بعد بدء العملية العسكرية بحملة لوقف إطلاق النار فورًا.
على الرغم من استطلاعات الرأي التي نشرت بالقرب من الاتحاد مع الحركة الجديدة يتوقع لحزب «ميرتس» الفوز بسبعة مقاعد وأكثر من ذلك، ولكن في استطلاعات الرأي الأخيرة التي نشرت قبل الانتخابات حظيت قائمة الحزب بخمسة مقاعد، وفي نهاية الأمر حظيت القائمة بثلاثة مقاعد فقط، حيث صوت قسم كبير من ناخبي الحزب لصالح قائمة كديما، التي نجحت بحملة دعائية ذكية شعارها «تسيبي أو بيبي» بالتوجه مباشرة إلى المقترعين من أنصار اليسار وطلبت منهم الدعم كي تكون تسيبي ليفني رئيسة للحكومة وليس بنيامين نتنياهو. وقد عرفت نتائج الانتخابات من قبل قائد الحزب على أنها فشل. لم تدخل عضو الكنيست ذات الأقدمية زهافا غالئون الكنيست حيث كانت تحتل المرتبة الرابعة في القائمة بعد الانتخابات، ولكن مع استقالة رئيس الحزب من الكنيست السيد أورون انضمت غالئون إلى الكنيست.

## التحضير لانتخابات الكنيست التاسعة عشرة
بعد الانتخابات أقيمت لجنة لتقييم مكانة حزب «ميرتس»، وفي آذار 2012 عرضت هذه اللجنة استنتاجاتها. ومن أهم التوصيات التي قدمتها اللجنة تغيير طريقة الاندماج مع حزب آخر، وهناك توصيات أخرى من اللجنة تتعلق بتعريف الجمهور بطريقة أكثر دقة بالهدف الخاص لحزب «ميرتس»، والعمل على زيادة تمثيل النساء، وتقييد عدد الفترات الانتخابية للأعضاء لإتاحة المجال لدخول مرشحين شباب إلى صفوف الحزب.
خلال فترة الاحتجاجات الاجتماعية في صيف 2011، نشر استطلاع للرأي يتنبأ بفوز حزب «ميرتس» بعشرة مقاعد.
في 7 شباط 2012، أقيمت انتخابات لرئاسة «ميرتس». وقد اختيرت زهافا غالئون رئيسة للحزب بحصولها على نسبة 60.6% من الأصوات، وجاء في المرتبة الثانية ايلان غالئون بحصوله على نسبة 36.6% من أصوات الناخبين، وفي المرتبة الثالثة أوري أوفير بنسبة 2.8 ِ% من الأصوات.
في 11 من نوفمبر / تشرين الثاني 2012 اختار أعضاء مؤتمر الحزب، قائمة «ميرتس» للكنيست الإسرائيلي حيث خٌصصت الأماكن 4 و6 للنساء في القائمة.
في المرتبة الأولى، بعد رئيسة الحزب السيدة زهافا غالئون، انتٌخب السيد ايلان جيلون، في المرتبة الثانية السيد نيتسان هوروفيتز، في المرتبة الثالثة السيدة ميخال روزين، في المرتبة الرابعة السيد عيساوي فريج، في المرتبة الخامسة السيدة تمار زاندبرغ، في المرتبة السادسة السيد أفشالوم فيلان وفي المرتبة السابعة السيد راز موسي.

## منتديات وشعب
يوجد في حزب «ميرتس» 4 شعب، ينشط فيها أعضاء الحزب وهي: الشبيبة، والشباب في سن 18-35 وذوو الأقدمية، ويوجد في الحزب كذلك سبعة منتديات هي: منتدى الفخر، الذي يبحث في مواضيع المثليين من الذكور والإناث، والمنتدى النسائي الذي يعنى بشئون المرأة، والمنتدى الاجتماعي، ومنتدى مناهضة الاحتلال، ومنتدى رؤساء الفروع الذي يضم رئيس وسكرتيري الفروع، والمنتدى البلدي الذي يضم أعضاء مجالس المدينة، والمنتدى الأخضر. يركز كل منتدى على العمل في مجال معين وتركز كل شعبة على نشاط معين مع إحدى المجموعات.

## حركات الشبيبة
شبيبة «ميرتس» هي منظمة شبيبة تربوية سياسية تنتمي لحزب «ميرتس». تأسست شبيبة «ميرتس» عام 1992، ومركزها الأول كان ايلان غايلئون.

## ألواننا
أقيمت حركة الشبيبة «ألواننا- شباب فخور من أجل مساواة الأقليات» في كانون الأول عام 2003، قبيل انتخابات الكنيست السادسة عشرة من قبل مجموعة من الشبيبة بقيادة أفيف نتر وبمساعدة السيدة ميخال عدن، عضو مجلس البلدية في تل أبيب- يافا عن حزب «ميرتس». بدأت الحركة بالعمل تحت ظل حزب «ميرتس» لكنها رفضت المشاركة في النشاطات الصهيونية التي شاركت فيها شبيبة «ميرتس». توقفت الحركة عن العمل في عام 2008.